# Nico Claesen
Nico Claesen (Maasmechelen, 1962. október 1. –) válogatott belga labdarúgó, csatár, edző. Az 1983–84-es idény bajnoki gólkirálya 27 góllal.

## Pályafutása

### Klubcsapatban
1977–78-ban a Patro Eisden, 1978 és 1984 között a Seraing labdarúgója volt. Az 1983–84-es idényben 27 góllal bajnoki gólkirály lett. 1984–85-ben a nyugatnémet VfB Stuttgart, 1985–86-ban a Standard Liège, 1986 és 1988 között az angol Tottenham Hotspur csapatában szerepelt. 1988 és 1992 között a Royal Antwerp, 1992–93-ban a Germinal Ekeren, 1993–94-ben ismét a Royal Antwerp játékosa volt. Pályafutása végén, 1994 és 1996 között a KV Oostende, 1996 és 1998 között a Sint-Niklase, 1998 és 2000 között a Beringen labdarúgója volt. A Royal Antwer együttesével egy belgakupa-győzelmet ért el.

### A válogatottban
1983 és 1990 között 36 alkalommal szerepelt a belga válogatottban és 12 gólt szerzett. Részt vett az 1984-es franciaországi Európa-bajnokságon illetve az 1986-os mexikói és az 1990-es olaszországi világbajnokságon. Mexikóban negyedik helyezett lett a csapattal.

### Edzőként
2000–01-ben a KV Turnhout segédedzőjeként kezdte edzői pályafutását. 2003–04-ben a Patro Eisden, 2004–05-ben a KV Turnhout, 2005 és 2008 között ismét a Patro Eisden, 2008-ban a KAS Eupen, 2009–10-ben a Verb. Maasmechelen szakmai munkáját irányította. 2010-ben az RFC Liège vezetőedzőjeként dolgozott. 2016-ban újra a Patro Eisden edzője volt.

## Sikerei, díjai
Belgium
- Világbajnokság
  - 4.: 1986, Mexikó

 Seraing
- Belga bajnokság
  - gólkirály: 1983–84 (27 gól)

 Tottenham Hotspur
- Angol kupa (FA Cup)
  - döntős: 1987

 Royal Antwerp
- Belga kupa
  - győztes: 1992